# Panhard AML
L'autoblindo Panhard AML (sigla di Auto-Mitrailleuse Legeré) è un veicolo corazzato su ruote sviluppato e prodotto in Francia, adatto principalmente per compiti di esplorazione. Caratterizzato da uno scafo particolarmente leggero e piccolo, questo mezzo ha un equipaggio di 3 uomini, 1 dei quali nello scafo e gli altri 2 nella torretta biposto. Lo sviluppo iniziò negli anni cinquanta, per sostituire i mezzi all'epoca in dotazione all'esercito francese quali il Daimler Ferret, che fu giudicato essere troppo poco armato per le esigenze operative del momento. Il Panhard AML entrò in servizio con l'esercito francese nel 1961.

## Tecnica
Il nuovo veicolo aveva una torretta assai ampia, installata su uno scafo molto angusto, simile al veicolo predecessore, dotato di sole 4 ruote motrici e di un motore a benzina di bassa potenza. Per oltrepassare le trincee era necessario usare i 'canali' metallici, normalmente usati come paraurti.
Se lo scafo non aveva nulla di particolare da essere degno di citazione (eccetto il fatto che era molto angusto), la torretta ospitava un cannone da 90 mm, come quelli in uso nei carri dell'epoca, ma a media pressione, per rendere possibile il fuoco da tale leggero veicolo. L'arma, di produzione DEFA, aveva come principio base quello dell'utilizzo di testate a carica cava, riconosciute le uniche utilizzabili da un veicolo leggero con potenza sufficiente a distruggere un carro armato. Il proiettile anticarro (HEAT) aveva 320 mm di penetrazione assicurati, ad una distanza di circa 1000 metri, anche se a causa del limitato posto disponibile a bordo del veicolo potevano trovare posto solo 21 colpi HE/HEAT. Altre versioni comprendevano L'AML-60 con il particolare cannone-mortaio di tipica scuola francese, sia nel modello Serval con abbinamento cannone-mortaio+cannone da 20 mm, che nella versione AML-60-12 con mitragliatrice M2. Inoltre il veicolo non disponeva di alcuna protezione NBC, ne tantomeno di apparati di visione notturna o telemetri.
La meccanica, basata su una trasmissione integrale per i due assi, un cambio manuale, un volante e un motore Panhard a benzina, era usata anche nel veicolo per la fanteria M3, anch'esso molto diffuso a partire dagli anni sessanta, per un binomio che soddisfaceva, con macchine straordinariamente leggere ed economiche, praticamente tutte le esigenze tattiche.

## AML in azione
In servizio, il nuovo mezzo venne ben accolto, anche se andava usato secondo precise regole per non cadere vittima delle limitazioni relative alla protezione e al movimento fuoristrada.
 
L'AML era di per sé molto più piccola di un carro, quindi difficile da avvistare, anche assai silenziosa, e su strada anche molto più mobile. Aveva quindi una ragionevole possibilità di non essere avvistata e se così fosse stato, eseguire un tiro pericoloso per chiunque nel raggio di 1 km.
Il successo dell'AML divenne rapidamente di scala mondiale, e il veicolo, usato sia come mezzo da esplorazione che come macchina cacciacarri, venne esportato in numerosi Paesi. In Sudafrica venne riprodotto come Eland, un nome di antilope locale, ma in generale gli ampi spazi pianeggianti erano l'ideale per tale veicolo e l'Africa ha costituito la destinazione di molti dei 4000 veicoli prodotti.
La carriera bellica dell'AML ha avuto una serie incredibile di eventi, quasi tutti dati da conflitti locali in Paesi del Terzo Mondo, mentre in Europa essa venne usata con maggiore parsimonia, data la vulnerabilità in presenza di forze convenzionali molto organizzate e potenti. Il cannone dell'AML-90, capace di mettere fuori uso ogni carro dell'epoca, l'ha resa in conflitti regionali un formidabile mezzo da combattimento, veloce, sfuggente, dotato di semplice meccanica e impiegato in missioni in cui i carri armati non potevano essere impiegati, lenti e complessi come erano (e comunque, molti Paesi africani non ne disponevano). Le versioni con armi di calibro inferiore hanno avuto molto meno successo, e raramente se ne è sentito parlare o viste fotografie. Il cannone da 90 era l'unica arma capace di mettere fuori uso un carro armato e questo fatto ha reso l'autoblinda AML-90 molto più popolare degli altri modelli, anche se più costosa e pesante. Le AML, come gli altri, pochi mezzi corazzati in servizio in Africa, hanno partecipato spesso alle sanguinose guerre civili o di confine, che tanto hanno afflitto il continente.
L'Eland ha combattuto anche contro forze organizzate in un conflitto convenzionale, contro il corpo di spedizione cubano e l'esercito angolano durante numerose operazioni militari negli anni settanta-ottanta.
Essendo vulnerabile a qualunque arma pesante nemica, è stata usata per colpire e scappare, con rilevante successo. Infatti, la sua persistenza in combattimento, con un numero di colpi appena sufficiente per sostenere un conflitto a fuoco di pochi minuti, e la vulnerabilità ad ogni mitragliera pesante o arma anticarro, la rendeva inadeguata ad un uso prolungato in azioni di prima linea.
Durante la Guerra delle Falklands, il terreno cedevole ha reso praticamente impossibile alle poche AML-90 argentine il movimento fuori da Port Stanley, e i cingolati leggeri Scorpion, che pure avevano molto da perdere nello scontro, poterono muoversi indisturbati nelle lande dell'arcipelago.
L'esercito Israeliano ha impiegato un piccolo numero di AML, ma le ha radiate presto data la loro complessiva vulnerabilità.
Ancora oggi vi sono veicoli di questo tipo in servizio in almeno 40 eserciti africani, asiatici e latino-americani, anche se la loro sostituzione con mezzi a 6 o 8 ruote ha significato l'evoluzione verso veicoli decisamente più costosi e pesanti: la Rooikat sudafricana, per esempio, raggiunge le 28 tonnellate. Persino i 'gipponi' moderni, leggermente corazzati, tendono a superare in peso e potenza le piccole blindo francesi, che hanno fatto epoca, ma che sono ormai totalmente obsolete.
Anche il fabbricante francese provvide a progettare una sostituta più moderna, presentando la ERC nel 1977.

## Utilizzatori
Venezuela
- Ejército Nacional de la República Bolivariana de Venezuela

22 esemplari consegnati tra il 1974 ed il 1976 ed in parte in servizio al settembre 2018.